# Navigators
Navigators var en svensk hiphopduo som existerade 1998 till 1999 och bestod av David Jassy och Andrés Avellán.

## Diskografi

### Album
- 1999: Daily Life Illustrators (#27, Sverige)

Låtar
1. "Come Into My Life"
2. "Superstar"
3. "I Remember"
4. "Get a Life"
5. "Something's Wrong"
6. "Dreams"
7. "All Over"
8. "Believe In Yourself"
9. "Blue Hill"
10. "Set Sail"
11. "Snakes"
12. "If You Where Here Tonight"

## Singlar
- 1998: "Come Into My Life"  (#31, Sverige) [1]
- 1998: "I Remember"  (#46, Sverige)[2]
- 1999: "Superstar"  (#20, Sverige)[3]